# 安居良基
安居 良基（あんきょ よしもと、1973年8月2日 - ）は東京都出身の日本の技術者、随筆家、旅行家。

## 人物概要
本名は「安居 良基」と書いて「やすい よしき」と読む。随筆家・旅行家としての活動時のみ本名と同じ漢字表記で「あんきょ よしもと」と読む筆名を使用する。開成高等学校、慶應義塾大学理工学部卒業。同大学院を経て東芝に入社。集積回路の開発に携わる。

## 旅行家歴
大学在学中の1996年に旅行先のオランダでスケベニンゲンなる珍地名を知り、これが切っ掛けで10年以上に渡って各国の様々な珍地名地を訪れウェブサイトに放浪記を公開している。2009年には書籍を出版した。

## テレビ出演
- 宇宙一せまい授業!（2007年9月2日、あっ!とおどろく放送局）
- タモリ倶楽部（2008年10月4日、10月11日、テレビ朝日）
- ひるおび!（2009年12月21日、TBS）
- スッキリ!!（2009年12月25日、日本テレビ）
- イブニングプレス donna（2010年1月4日、日本テレビ）

## 著書
- 安居良基『世界でもっとも阿呆な旅』幻冬舎、2009年。ISBN 9784344017481。